# Lis Vega
Lis Vega là một nữ diễn viên, ca sĩ, vedette và người mẫu của Cuba. Cô nổi tiếng với vai diễn trong loạt phim truyền hình Mexico Santa Diabla và Amorcito corazón.

## Cuộc đời
Vào ngày 20 tháng 10 năm 1977, Vega được sinh ra với tên Liseska Vega Gálvez tại Havana, Cuba. Năm 1997, Vega di cư đến Mexico sau đó chuyển đến Ý. Cô là con gái của Lázaro Vega và Martha Elena Gálvez và có một chị gái tên là Lieska Vega Gálvez. Cô đã kết hôn với Mauro Rivera. Cha mẹ cô, Lázaro Vega và Martha Elena Gálvez, đã ly dị khi cô mười tuổi.
Năm 15 tuổi, Vega đến Ý trong một buổi giao lưu văn hóa và tham gia chương trình truyền hình Cuba 95.
Năm 2008, Vega kết hôn với Federico Díaz. Sau bốn tháng, anh ta đã thú nhận với cô rằng anh là một người đồng tính nên cả hai đã kết thúc cuộc hôn nhân.
Vào ngày 11 tháng 2 năm 2013, cô kết hôn với một người Chile tên là Mauro Rivero sau 8 tháng biết nhau và 1 tháng hẹn hò.

## Công việc
Vega sống ở Mérida, Yucatán khi sau khi di cư đến Mexico, sau đó chuyển đến Thành phố Mexico. Năm 2004, Vega đóng vai một người Cuba tên là Niurka Marcos, trong phim Mi Verdad, được sản xuất bởi Osorio.
Vega xuất hiện trên tạp chí Playboy năm 2003, 2011 và năm 2016. Cô xuất hiện trên trang bìa vào năm 2011 và năm 2016, cô là một vedette trong các buổi biểu diễn kéo dài sáu ngày, hai tuần của Vega hát và nhảy burlesque, tango và điệu nhảy mũ Mexico tại Nhà hát Ferrocarrilero ở Mexico City, Mexico.
Năm 2005, Vega tham gia cuộc thi Big Brother VIP: México, cô là người thứ 13 trong số 25 người bị loại khỏi cuộc thi.
Năm 2013, Vega tham gia phim Santa Diabla với vai Lisette Guerrero, sau khi chuyển đến Miami. Năm 2014, Vega tham gia Tuần lễ thời trang Miami. Cùng năm đó, cô đã biểu diễn "Fly" trong Goooza: A Cabaret Show tại Nhà hát Flamingo ở Miami, Fl cũng như trong một cống phẩm cho Charlie Chaplin có tên Burlesque.
Vào năm 2016, Vega đã trở thành một người được chú ý trên Internet, cô đã có được 183.000 người theo dõi trên Instagram với các video tập luyện của mình, một trong số đó đã bị virus.
Năm 2018, Vega đã thu âm đĩa đơn "Como a Nadie le Importa" cùng với người đồng hương Cuba.

## Phim

### Phim điện ảnh
| Năm  | Tên       | Vai diễns     | Notes |
| ---- | --------- | ------------- | ----- |
| 2004 | Mi verdad | Niurka Marcos |       |

### Phim truyền hình
| Năm  | Tên                                | Vai diễns        | Notes        |
| ---- | ---------------------------------- | ---------------- | ------------ |
| 2001 | Otro Rollo                         | Herself          | [ 2 ] [ 20 ] |
| 2002 | Big Brother VIP: México            | Herself (as Liz) |              |
| 2005 | VidaTv                             | Herself          |              |
| 2005 | Los perplejos                      | Herself          |              |
| 2006 | Bailando por la boda de tus sueños | Herself          |              |
| 2015 | Si Se Puede                        | Herself          | [ 13 ]       |
| 2016 | El Minuto Que Cambió Mi Destino    | Herself          |              |
| 2017 | Exathlon Brasil                    | Herself - Mexico |              |
| 2017 | Exatlón México                     | Herself          |              |
| 2012 | Estrella2                          | Herself          |              |
| 2011 | Como dice el dicho                 | Various          |              |

| Năm  | Tên                               | Vai diễns        | Notes  |
| ---- | --------------------------------- | ---------------- | ------ |
| 2004 | Misión S.O.S. aventura y amor     | Sonia            |        |
| 2004 | Hospital el paisa                 | Enfermesera      | [ 18 ] |
| 2005 | Contra viento y marea             | Juncal           |        |
| 2006 | Duel of Passions                  | Coral            |        |
| 2009 | Adicto                            | Coral            |        |
| 2010 | Zacatillo, un lugar en tu corazón | Olga             |        |
| 2011 | Amorcito Corazón                  | Doris            |        |
| 2013 | Santa Diabla                      | Lisette Guerrero |        |

| Năm  | Tên                     |
| ---- | ----------------------- |
| 2006 | La mesa que más aplauda |

## Liên kết mở rộng
- Lis Vega trên IMDb